# Bohdan Zaleski (astronom)

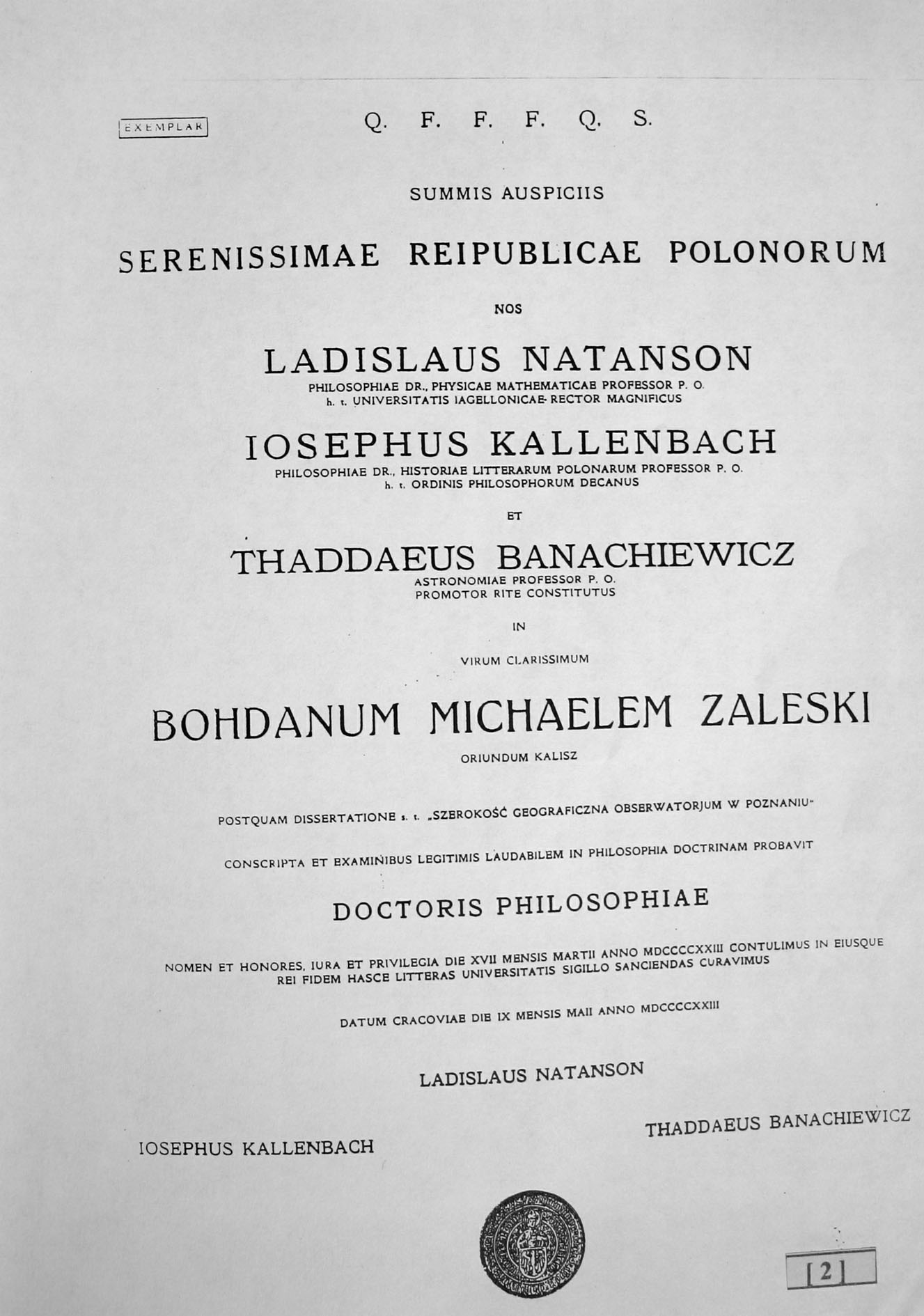
Dyplom doktorski Bohdana Zaleskiego

Bohdan Zaleski (ur. 12 października 1887, zm. 6 stycznia 1927) – polski astronom, współorganizator (wraz z Kazimierzem Graffem) Obserwatorium Astronomicznego w Poznaniu.

## Życiorys
Bohdan Zaleski urodził się na Podolu w rodzinie zamożnych ziemian kresowych. Po ukończeniu gimnazjum w Żytomierzu (do którego chodził w latach 1905–1909) studiował astronomię na uniwersytecie w Odessie, specjalizując się w dziedzinie astrometrii. W roku 1911 został zatrudniony w obserwatorium w Pułkowie, a dwa lata później skierowany do pracy w filii tego obserwatorium w Mikołajowie.
W czasie I wojny światowej został powołany do wojska, po zakończeniu działań wojennych wrócił do Mikołajowa i kontynuował tam rozpoczęte prace badawcze. W 1921 roku został aresztowany przez władze sowieckie pod zarzutem szpiegostwa na rzecz Polski. Zwolniony z aresztu w wyniku interwencji dyrekcji obserwatorium, postanowił powrócić do Polski.
Jesienią 1921 roku dzięki rekomendacji prof. Tadeusza Banachiewicza mimo braku doktoratu został zaproszony przez Uniwersytet Poznański do objęcia stanowiska zastępcy profesora astronomii oraz kierownika nowo powstałego obserwatorium. 15 stycznia 1922 roku otrzymał oficjalną nominację na to stanowisko. Od tej chwili intensywnie pracował nad organizacją obserwatorium (przy wydatnej pomocy prof. Kazimierza Graffa), borykając się z całym szeregiem problemów, przede wszystkim finansowych.
W marcu 1923 roku na Uniwersytecie Jagiellońskim obronił pracę doktorską Szerokość geograficzna obserwatorium w Poznaniu (promotorem pracy był Tadeusz Banachiewicz), w 1926 roku (tamże) pracę habilitacyjną, której celem było stworzenie katalogu deklinacji 486 gwiazd. Obserwacje do tej pracy wykonywał osobiście, za pomocą koła południkowego Repsolda (znajdującego się do dziś w charakterze eksponatu muzealnego w poznańskim obserwatorium). Pracę tę miał zamiar rozszerzyć o gwiazdy nieba południowego (w oparciu o obserwacje wykonywane z Nowej Zelandii), ale nie zdążył już zrealizować swoich planów.
Zmarł z powodu zaawansowanej gruźlicy płuc, której nabawił się prawdopodobnie jeszcze podczas pobytu w Rosji. Pochowany został na Cmentarzu Górczyńskim w Poznaniu.